# Facundo Castillón

Facundo Andrés Castillón (nacido el 21 de agosto de 1986; Rosario, Santa Fe, Argentina) es un exfutbolista argentino jugaba de delantero o extremo y su último equipo fue Atlético de Rafaela.

## Trayectoria

### Godoy Cruz
En agosto de 2011 ficha para Godoy Cruz de mendoza por una cifra cercana a 500.000 dólares por el 65% del pase.
Su primer gol con la camiseta del Tomba lo convierte en el empate 1-1 frente a Newell's en el torneo apertura 2011.
Termina la temporada 2011-2012 convirtiendo 5 goles y dando 7 asistencias en 42 partidos, destacándose, entre otros, en el partido de ida contra Atlético Nacional, en Colombia, por los octavos de final de la Copa Libertadores 2012.
En la temporada 2012-2013 fue una de las figuras de aquel Godoy Cruz de Mendoza, destacándose con 4 goles y 12 asistencias en 36 partidos.
Termina de explotar como jugador en la temporada 2013-2014, siendo la máxima figura de Godoy Cruz en el torneo Inicial 2013 y Final 2014, en el cual se consagra subcampeón (junto a Boca y Estudiantes), siendo así el primer subcampeonato en la historia del conjunto mendocino.
Esta fue una de las mejores épocas en la historia del Tomba (2012/13 - 2013/14), ya que consiguió su primer subcampeonato en primera división en la historia, y contaba con un gran plantel, con jugadores como; Lucas Ceballos, Castillón, Leandro Grimi, Nico Sánchez, Gonzalo Castellani, José San Román, Jorge Carranza, entre otros.
Anota finalmente 8 goles y 10 asistencias en la temporada 2013-2014.
Su último partido con la camiseta del expreso fue el empate 3 a 3 frente a defensa y justicia por copa Argentina, donde él marcaría 2 goles pero luego Godoy Cruz perdería el partido por penales.

### Racing Club
El 4 de agosto de 2014 ficha para Racing Club, por una cifra cercana a 1.000.000 de dólares por el 50% del pase. Juega su primer partido ante Defensa y Justicia, el día de 17/08/2014 convirtió un gol frente a San Lorenzo de Almagro, en su segundo partido con el club. Su primer partido de titular fue contra el Club Atlético Tigre en la derrota 4 a 0. El 14 de diciembre de 2014 se coronó campeón con la academia logrando cortar una sequía de 13 años sin títulos. Su segundo gol fue ante Colón luego de un pase de Óscar Romero Villamayor, de taco, Facu tiro desde lejos y venció al arquero Jorge Broun, poniendo el 1 a 0 en la victoria 4 a 1. Jugó 15 partidos y marcó 2 goles.

### Banfield
El 9 de julio de 2015 llega al Club Atlético Banfield en condición de préstamo de cara a la segunda parte del Campeonato de Primera División 2015. Regreso a Racing Club luego de su paso por Banfield donde convirtió 1 gol y asistió 4 veces en 15 partidos jugados.

### Retorno a Racing
Retorna al club que salió campeón con la idea de pelear un puesto sin embargo con la partida de Diego Cocca, y la llegada de nuevos refuerzos incluso la del nuevo DT, Facundo Sava, que le comunicó que no le tendría en cuenta.

### Gimnasia y Esgrima La Plata
En febrero de 2016 es cedido a préstamo por 18 meses con opción de compra a Gimnasia y Esgrima de La Plata a cambio de 2 millones de pesos. 
Contra Sarmiento de Junin asiste a Walter Bou para que estableciera el 1 a 0 en la victoria de Gimnasia 2-1.
El 2 de mayo, por la fecha 13 del Campeonato de Primera División 2016 (Argentina), contra Rosario Central, asiste a Nicolás Contín para que de volea anotara el único tanto en la victoria de Gimnasia sobre el conjunto rosarino.

### Getafe CF
En julio de 2016 es cedido a préstamo un año, con opción de compra, al conjunto español. Jugó 13 partidos anotando tan solo 1 gol.

### Lanús
En su tercer préstamo consecutivo ficha para Lanús, que se había consagrado campeón 1 año antes y llega con el objetivo de ser recambio de Laucha Acosta. Sin embargo mostró un bajísimo nivel y solo llegó a disputar 5 partidos con el "Granate". Decidió rescindir su contrato al finalizar el torneo 2017-2018.

### Aldosivi
En 2018 firma para el recién ascendido Aldosivi de Mar del Plata. En la victoria frente a San Martín de Tucumán, asiste a Cristian Chávez.
Por la Copa de la Superliga 2019 asiste nuevamente a Cristian Chávez contra River Plate por los octavos de final. Al final de la temporada Aldosivi decide no renovarle el préstamo y retorna a Racing.

### Levadiakos FC
En 2019, al terminar la Copa de la Superliga Argentina, es adquirido por el club griego que milita la segunda división de ese país. Sin embargo solo llegaría a disputar 6 partidos en el equipo griego y retorna a Argentina.

### Nueva Chicago
Fue el primer refuerzo de Chicago para afrontar la segunda rueda de la Primera Nacional y por pedido expreso del técnico Rodolfo de Paoli. Anotaría su primer gol en el equipo de Mataderos frente a Alvarado de Mar del Plata, derrota 5-2. Volvería al gol frente a Chacarita Juniors en el empate 1-1.
En 2021, luego de que el club de Mataderos no le pagara correctamente el salario del futbolista (aproximadamente 3 millones), Nueva Chicago decide rescindirle su contrato dejándolo como agente libre. Solamente disputaría 70 minutos en la derrota como local por 1-0 frente a San Martín de Tucumán.

### Atlético Rafaela y retiro profesional
En enero del 2022 se transforma en el segundo refuerzo de la Crema por pedido del nuevo entrenador del club, Rubén Forestello, luego de estar muchos meses como agente libre.
Jugaría 10 partidos en "La Crema" donde el 25 de agosto de 2022 decide ponerle fin a su carrera deportiva mediante un comunicado en la red social Instagram.

## Estadísticas
| Club                                  | Temporada           | Liga  | Liga  | Liga   | Copa Nacional | Copa Nacional | Copa Nacional | Copa Internacional | Copa Internacional | Copa Internacional | Total | Total | Total  |
| Club                                  | Temporada           | Part. | Goles | Asist. | Part.         | Goles         | Asist.        | Part.              | Goles              | Asist.             | Part. | Goles | Asist. |
| ------------------------------------- | ------------------- | ----- | ----- | ------ | ------------- | ------------- | ------------- | ------------------ | ------------------ | ------------------ | ----- | ----- | ------ |
| Argentino (R) Argentina               | 2005/06             | 22    | 5     | 5      | -             | -             | -             | -                  | -                  | -                  | 22    | 5     | 5      |
| Argentino (R) Argentina               | Total               | 22    | 5     | 5      | -             | -             | -             | -                  | -                  | -                  | 22    | 5     | 5      |
| Tiro Federal Argentina                | 2006/07             | 14    | 1     | 3      | -             | -             | -             | -                  | -                  | -                  | 14    | 1     | 3      |
| Tiro Federal Argentina                | 2007/08             | 14    | 1     | 3      | -             | -             | -             | -                  | -                  | -                  | 14    | 1     | 7      |
| Tiro Federal Argentina                | 2008/09             | 23    | 3     | 3      | -             | -             | -             | -                  | -                  | -                  | 23    | 3     | 5      |
| Tiro Federal Argentina                | 2009/10             | 36    | 5     | 5      | -             | -             | -             | -                  | -                  | -                  | 36    | 5     | 5      |
| Tiro Federal Argentina                | Total               | 87    | 10    | 20     | -             | -             | -             | -                  | -                  | -                  | 87    | 10    | 20     |
| Olimpo Argentina                      | 2010/11             | 19    | 0     | 2      | -             | -             | -             | -                  | -                  | -                  | 19    | 0     | 2      |
| Olimpo Argentina                      | Total               | 19    | 0     | 2      | -             | -             | -             | -                  | -                  | -                  | 19    | 0     | 2      |
| Godoy Cruz Argentina                  | 2011/12             | 35    | 4     | 6      | -             | -             | -             | 7                  | 1                  | 1                  | 42    | 5     | 7      |
| Godoy Cruz Argentina                  | 2012/13             | 34    | 4     | 12     | 2             | 0             | 0             | -                  | -                  | -                  | 36    | 4     | 12     |
| Godoy Cruz Argentina                  | 2013/14             | 36    | 6     | 10     | 1             | 2             | 0             | -                  | -                  | -                  | 37    | 8     | 10     |
| Godoy Cruz Argentina                  | 2014                | 0     | 0     | 0      | -             | -             | -             | -                  | -                  | -                  | 0     | 0     | 0      |
| Godoy Cruz Argentina                  | Total               | 105   | 14    | 28     | 3             | 2             | 0             | 7                  | 1                  | 1                  | 112   | 17    | 29     |
| Racing Club Argentina                 | 2014                | 9     | 1     | 1      | 1             | 0             | 0             | -                  | -                  | -                  | 10    | 1     | 1      |
| Racing Club Argentina                 | 2015                | 3     | 1     | 0      | -             | -             | -             | 2                  | 0                  | 0                  | 5     | 1     | 0      |
| Racing Club Argentina                 | Total               | 12    | 2     | 1      | 1             | 0             | 0             | 2                  | 0                  | 0                  | 15    | 2     | 1      |
| Banfield Argentina                    | 2015                | 15    | 1     | 4      | 1             | 0             | 0             | -                  | -                  | -                  | 16    | 1     | 4      |
| Banfield Argentina                    | Total               | 15    | 1     | 4      | 1             | 0             | 0             | -                  | -                  | -                  | 16    | 1     | 4      |
| Gimnasia y Esgrima La Plata Argentina | 2016                | 13    | 0     | 4      | 1             | 0             | 0             | -                  | -                  | -                  | 14    | 0     | 4      |
| Gimnasia y Esgrima La Plata Argentina | Total               | 13    | 0     | 4      | 1             | 0             | 0             | -                  | -                  | -                  | 14    | 0     | 4      |
| Getafe · España                       | 2016                | 12    | 1     | 0      | 1             | 0             | 0             | -                  | -                  | -                  | 13    | 1     | 0      |
| Getafe · España                       | Total               | 12    | 1     | 0      | 1             | 0             | 0             | -                  | -                  | -                  | 13    | 1     | 0      |
| Lanús Argentina                       | 2017/2018           | 4     | 0     | 0      | 1             | 0             | 0             | 0                  | 0                  | 0                  | 5     | 0     | 0      |
| Lanús Argentina                       | Total               | 4     | 0     | 0      | 1             | 0             | 0             | 0                  | 0                  | 0                  | 5     | 0     | 0      |
| Aldosivi Argentina                    | 2018                | 11    | 0     | 1      | 1             | 0             | 1             | -                  | -                  | -                  | 12    | 0     | 2      |
| Aldosivi Argentina                    | Total               | 11    | 0     | 1      | 1             | 0             | 1             | -                  | -                  | -                  | 12    | 0     | 2      |
| Levadiakos FC · Grecia                | 2019                | 6     | 0     | 0      | -             | -             | -             | -                  | -                  | -                  | 6     | 0     | 0      |
| Levadiakos FC · Grecia                | Total               | 6     | 0     | 0      | -             | -             | -             | -                  | -                  | -                  | 6     | 0     | 0      |
| Nueva Chicago Argentina               | 2020                | 13    | 1     | 0      | -             | -             | -             | -                  | -                  | -                  | 13    | 1     | 0      |
| Nueva Chicago Argentina               | 2021                | 4     | 1     | 0      | -             | -             | -             | -                  | -                  | -                  | 4     | 1     | 0      |
| Nueva Chicago Argentina               | Total               | 17    | 2     | 0      | -             | -             | -             | -                  | -                  | -                  | 17    | 2     | 0      |
| Atlético Rafaela Argentina            | 2022                | 10    | 0     | 0      | -             | -             | -             | -                  | -                  | -                  | 10    | 0     | 0      |
| Atlético Rafaela Argentina            | Total               | 10    | 0     | 0      | -             | -             | -             | -                  | -                  | -                  | 10    | 0     | 0      |
| Total en su carrera                   | Total en su carrera | 332   | 35    | 65     | 9             | 2             | 1             | 9                  | 1                  | 1                  | 348   | 38    | 67     |

## Palmarés

### Campeonatos nacionales
| Título           | Club        | País      | Año  |
| ---------------- | ----------- | --------- | ---- |
| Primera División | Racing Club | Argentina | 2014 |